# Jahjá Šahrí
Jahjá Šahrí (arabsky يحيى سليمان علي الشهري‎; * 26. června 1990) je saúdskoarabský fotbalista hrající na postu ofenzivního záložníka, který v současnosti působí v saúdskoarabském klubu Al Nassr FC.